# 윤세웅 (성우)
윤세웅(1973년 2월 14일 ~ )은 대한민국의 성우로, 1999년 한국방송 성우공채 공채 27기로 입사했다.

## 출연 작품

### TV 애니메이션
- 3, 2, 1 펭귄즈 (재능TV) - 피클
- F-Zero 팔콘전설 (애니원) - 조다
- R.O.D(애니원) - 파브르, 대통령, 파일럿, 잇큐
- Z.O.E (애니원) - 니콜라이, 라이어
- 갓슈벨 (애니원) - 야부키
- 건퍼레이드 오케스트라 (애니맥스) - 사쿠마 세이지
- 건담 빌드 파이터즈 (카툰네트워크) - 미야가
- 겟 백커스 (XTM) - 마형준, 남궁수혁, 강두혁, 마명수, 카이트, 정유성, 우광민
- 골디와 곰돌이(디즈니+) - 늑대, 브라이언
- 공주님 조심하세요 (애니맥스) - 산다로
- 구름의 저편 - 약속의 장소 (애니박스) - 토미사와, 아나운서
- 굳세어라 금동아! (재능TV) - 냐롱이
- 기상천외 오드 패밀리 (KBS) - 아빠
- 꼬꼬마 꿈동산 (KBS2) - 오믈리부 하니
- 꼬마천사 코텐코 (대원방송) - 소란스럽게
- 나루토 (투니버스) - 아마치
- 눈의 여왕 (애니원)
- 덕수학교 - 김선우, 악마, 유령, 악령, 등
- 독수리 오형제 극장판 (애니박스) - 캇체
- 두리둥실 뭉게공항 (KBS) - 라베베, 포크리, 지푸
- 디가타 원정대 (애니맥스) - 브라커스
- 떴다! 퀘스트 기사단 (카툰네트워크) - 스파이트
- 랠프의 스파이 대작전 (대원방송) - 해칫
- 맥스 스틸 (애니맥스) - 제이슨
- 메이저 (투니버스) - 김수완
- 명탐정 코난 (투니버스) - 심보선
- 몬스터 (투니버스) - 야나체크
- 몬테 크리스토 (애니맥스) - 바티스탄, 르노, 파리시 국회의원, 경찰, 의학자, 시민, 알리, 루나 은행직원
- 미스터 맨 쇼 (카툰네트워크) - 깐깐 씨
- 미치코와 핫친 (애니박스) - 신스케
- 바람의 검심 (애니원) - 다케다 간류 外
- 바비 페어리토피아2 : 머메이디아  (카툰네트워크) - 핑거스
- 바비 페어리토피아3  (카툰네트워크) - 맥스
- 블랙캣 (애니맥스) - 프레타
- 블루 드래곤 : 천계의 7룡' 성우진 (애니원) - 로기
- 블리치 (투니버스) - 블루
- 빨간모자의 진실2 (MBC) - 헨젤
- 사이보그 009 (애니맥스) - 하셀
- 사이버 포뮬러 더블원 (애니박스) - 잭키 구데리안
  - 사이버 포뮬러 Zero (애니박스) - 잭키 구데리안
  - 사이버 포뮬러 SAGA (애니박스) - 잭키 구데리안
- 삼국쥐전 (KBS1) - 쥐소룡
- 서몬마스터즈 블루드래곤 (대원방송) - 로기
- 소년탐정 김전일 Original (대원방송) - 마카베
- 십이국기 (애니원) - 슈코
- 스톰 호크 (카툰네트워크) - 스토크
- 스트라토스4 (애니맥스)
- 스티치! 새로운 모험 (디즈니 +) - 플루트
- 슬레이어즈 극장판 - 완전무결 (애니박스) - 키다리
- 아이들의 장난감 (애니원) - 봉만석, 미용사, 준영이 아버지, 교장 선생님
- 아이언 키드 (KBS2) - 티토, 뢰
- 애니멘터리 한국설화 (KBS)
- 얼렁뚱땅 몬스터 사냥꾼 (카툰네트워크) - 슈바르츠
- 엘라의 모험2: 백설공주 길들이기 (KBS) - 럼피
- 엘하자드 OVA (애니박스) - 진나이 카즈히코
  - 엘하자드 OVA2 (애니박스) - 진나이 카즈히코
- 오늘부터 마왕 (애니맥스) - 뎀삼, 제너스
- 오란고교 사교클럽 (투니버스) - 아키라
- 외계인 붐 (MBC)
- 원피스 (KBS2) - 쟝고, 야솝, 캡틴 버키, 카루, 셰퍼드, 전화벌레, 토이토이, 와이퍼 外
- 원피스 (투니버스) - 쟝고, 야솝, Mr.1, Mr.9, 카루 外
- 원피스 극장판 8기 - 사막의 공주와 해적들 (투니버스) - 코브라
- 원피스 극장판 9기 - 에피소드 오브 쵸파 (투니버스) - 체스
- 원피스 original 16기 어인섬 편  (애니박스) - 반더 덱켄
- 웨딩피치 (투니버스) - 이그니스
- 이누야샤 (애니원) - 토토사이
  - 이누야샤 완결편 (대원방송) - 토토사이
  - 이누야샤 3기 극장판 - 천하 패도의 검 (투니버스) - 토토사이
- 인조곤충 버그파이터 (KBS2) - 조니 페스트
- 제로의 사역마 (애니맥스) - 줄리오
  - 제로의 사역마 - 삼미희의 윤무 (애니맥스) - 줄리오
- 지옥소녀 (애니맥스) - 유지
- 영화 크레용 신짱: 액션가면 VS 그레그레 대왕(챔프) - 그레그레 대왕(하이구레 대왕)
- 짱구는 못말려 극장판: 폭풍을 부르는 석양의 떡잎마을 방범대(챔프)
- 짱구는 못말려 극장판: 전설을 부르는 춤을 춰라, 아미고!(챔프) - 아미고 (남)
- 짱구는 못말려 극장판: 태풍을 부르는 장엄한 전설의 전투(챔프) - 덕보
- 카드왕 믹스마스터 (KBS2) - 게노몽, 서지
- 코바토 (애니맥스)
- 키테레츠 대백과 (카툰네트워크) - 삐죽이
- 티미의 못말리는 수호천사 (닉코리아) - 덴젤 크로커
- 파라다이스 키스 (애니맥스) - 나가세 아라시
- 파닥파닥 비행선 (SBS) - 스카이
- 포켓몬스터: 리코와 로드의 모험 (투니버스) - 콜사
- 헌터X헌터 (애니원) - 릿포, 게레타, 루이
- 헬로 카봇 (KBS) - 헬프
  - 헬로 카봇 X (SBS) - 헬프 X
- 헷지 (KBS) - 해미
- 현시연 (애니맥스) - 초대 회장
- 형사 가제트 (카툰네트워크)
- 3인의 기사 (디즈니+) - 호세

### 극장용 애니메이션
- 겨울왕국 - 한스 왕자의 신하
- 갓파쿠와 여름방학을 - 코이치의 아빠 / 쿠의 아버지
- 굿 다이노 - 얼 / 찬바람
- 꼬마산타 니콜라스 - 루돌프
- 꼬마영웅 경찰차 프로디
- 꼬마잠수함 올리2 - 브랜튼
- 나의 붉은 고래 - 춘의 할아버지, 영매
- 두갈 : 마법의 회전목마
- 드래곤 기사단 - 켄
- 드래곤볼Z : 신들의 전쟁 - 야무치, 베지터왕
- 레고 배트맨 무비 - 조커
- 레드슈즈 - 잭
- 로코왕국의 전설: 엘프킹을 찾아서 - 그리핀, 임금
- 메리다와 마법의 숲 - 아들 매킨토시
- 모아나 - 마을 사람
- 몬스터 왕국 - 토토아빠
- 몬스터 대학교 - 겁주기 선수 프랭크 맥케이, 굼뱅이 괴물
- 발레리나 - 메랑뜨 마스터
- 부그와 엘리엇 2 - 피피
- 부니 베어 : 롤라 구출 대모험 - 로거빅
- 빨간모자의 진실 - 헨젤
- 삼총사 : 용감한 친구들 - 로셰포
- 서유기: 재세요왕 - 사오정
- 새미의 어드벤처 - 플러피
- 새미의 어드벤처 2 - 매니저, 트리메인
- 샌드맨과 꿈나라 모험(MOVIE) - 쉬버맨
- 슈퍼배드 - 게임안내원 外
- 아기기린 자라파 - 모레노 선장
- 아이스 에이지 5 - 라마
- 알파 앤 오메가 - 패디
- 에픽: 숲 속의 전설 - 로닌 장군
- 영화 이누야샤: 천하 패도의 검 - 토토사이
- 영화 크레용 신짱: 액션가면 VS 하이구레 마왕 - 그래그래 마왕
- 영화 크레용 신짱: 폭풍을 부르는 앗파레! 전국대합전 - 덕보, 흑호
- 영화 크레용 신짱: 전설을 부르는 춤춰라! 아미고! - 아미고레이
- 오디션 - 용근
- 유다의 사자 : 부활절 대모험 - 드레이크
- 이디야와 얼음왕국의 전설 - 푸툴릭
- 인사이드 아웃 - 제이크, 삐에로 기쁨
- 일곱난쟁이 - 샤코, 스피디
- 재스퍼 - 카카포
- 주먹왕 랄프(MOVIE) - 코허트
- 천로역정: 천국을 찾아서(MOVIE)
- 코비: 블루 엘리펀트의 전설 - 치치, 주술사 外
- 쿰바: 반쪽무늬 얼룩말의 대모험 - 브래들리, 므쿨루
- 페이머스 파이브: 키린섬의 비밀 - 빈스
- 폼포코 너구리 대작전(MOVIE) - 사스케, 가마사부로
- 프리버즈: 밍쿠와 찌아의 도시 대탈출 - 고양이
- 플라이 미 투더 문
- 해양경찰 마르코 - 원숭이 대통령
- 해적왕의 황금나침반 - 닉
- 윈드랜드 - 모비, 거북이 할아버지
- 유고와 라라 : 하늘고래와 구름섬 대모험 - 여우
- 리틀 폭스 - 할아버지 / 안경
- 극장판 빰바라빤쮸: 바나나 왕국의 비밀 - 도기 / 진행자 / 개 남편 / 게 2
- 노아의 방주: 남겨진 녀석들 - 데이브
- 어린 왕자 - 여우
- 인어공주:새로운 모험의 시작 - 윌리엄
- 개구리왕국 2 - 애꾸눈 / 아빠빠
- 부니베어: 블램블의 신비한 모험 - 로거빅
- 부니베어: 로거빅 컴백홈 프로젝트 - 로거빅
- 부니베어: 나무 도둑의 습격 - 로거빅
- 모험왕 블링키 - 크랭크
- 빅 - 그린
- 키코리키: 황금모자의 비밀 - 핀 / 치코
- 마야2 - 비굿 / 크레이그
- 커다랗고 커다랗고 커다란 배 - JB
- 더 퍼스트 슬램덩크 - 도진우

### VOD 애니메이션
- 포켓몬스터 불가사의 던전-출동 포켓몬 구조대 파이팅즈! - 아보, 모다피, 켈리몬 동생

### 특수촬영 드라마
- 파워레인저 엔진포스 - 라이, 키레이즈키
- 파워레인저 와일드스피릿 - 오독권 중 대장 블랑카 친동생 코우ㆍ배트 리

### 외화

#### 드라마
- 남과 북 (EBS1) - 윌리엄스
- 닥터후 시즌 10(KBS) - 알파 센타우리(이샤드 처치맨)
- 로스트 (KBS) - 찰리 페이스(도미닉 모나한) / 마일즈 스트라움(켄 렁)
- 리벤지 (KBS) - 놀란 (가브리엘 만)
- 말괄량이 마법학교 - 캠퍼스 대소동 (SBS) - 아즈맛
- 미스터 로봇 (USA 네트워크) - 타이렐 웰릭 (마르틴 발스트룀)
- 브렉시트: 치열한 전쟁 (KBS) - 메튜 엘리엇(존 헤퍼난) / 로버트 머서(아든 질렛)
- 아라비안 나이트 (TBC)
- 어스시의 마법사(KBS) - 재스퍼(마크 힐드레스)
- 울트라맨 티가 (MBC 무비스) - 호영
- 신드바드 (KBS) - 패리스 (이아인 맥키)
- 삼국지 (KBS) - 육손
- 찰리 제이드 (KBS) - 릭
- 천사의 손길 (평화방송)
- 초성신 그란 세이저 (챔프) - 하카리야 진, 상관, 라디아
- 탐정 몽크 (KBS)
- 피시는 사춘기 (KBS) - 해저드 (테일러 핸들리)

#### 영화
- 102마리 달마시안 (KBS) - 이완 (벤 크롬프톤)
- A.I. (KBS) - 테디(잭 엔젤) / 연구원(켄 렁)
- 거북이는 의외로 빨리 헤엄친다 (KBS) - 모나카 가게 주인(모리시타 요시유키)
- 겟 오버 잇 (SBS) - 버크 랜더스 (벤 포스터)
- 결혼하고도 싱글로 남는 법 (KBS) - 엠마의 전 남편(크리스토프 크로츠킨) / 처남
- 고스트 쉽 (SBS) - 잭 페리먼 (데스몬드 헤링턴)
- 고야의 유령 (KBS) - 조세프(줄리안 워드험) / 술집 손님 / 교회 신도
- 귀여운 여인 (SBS)
- 나인야드2 (SBS)
- 내 이름은 튜니티 (KBS) - 밤비노의 부하(이지오 마라노) / 해리먼 소령의 부하 / 술집 총잡이
- 노트북 (KBS) - 핀(케빈 코널리)
- 다운 투 유 (SBS)
- 다크 블루 올모스트 블랙 (KBS) - 이스라일 (라울 아레발로) / 숀
- 달은 어디에 떠 있는가 (KBS) - 호소 (아리조노 요시키)
- 대단한 유혹 (KBS)
- 라스트 캐슬 (KBS) - 아길라 (클리프톤 콜린스 주니어)
- 리멤버 타이탄 (KBS) - 피티 (도날드 페이슨)
- 마이 리틀 자이언트 - 피 한 사발
- 마지막 지하철 (SBS)
- 말할 수 없는 비밀 (KBS) - 럭비부 학생(황준랑)
- 맹룡과강 (KBS) - 호 (위평오)
- 메트로 (SBS)
- 미 마이셀프 앤드 아이린 (SBS)
- 미스 에이전트 (KBS) - 젠슨(크리스토퍼 시어)
- 반지의 제왕2 (SBS) - 에오메르 (칼 어번)
- 벤허 (KBS) - 다윗 (마크 워렌)
- 브리짓 존스의 일기 (KBS) - 코스모 (마크 링우드)
- 비바 라스베이거스 (KBS)
- 사랑도 리콜이 되나요 (KBS) - 롭의 친구(토드 루이소)
- 사랑은 방울방울(KBS) - 안경태
- 사랑해, 파리 (KBS) - 남자(에르베 피에르) / 자카의 할아버지(살라 테스쿡) / 엘리(엘리아스 맥코넬) / 남자(세르조 카스텔리토) / 윌리엄(루퍼스 슈얼)
- 삼사라 (KBS)
- 송 포 유 (KBS) - 제임스(크리스토퍼 에클리스턴)
- 스네이크 아이즈 (SBS)
- 스타워즈 에피소드 1: 보이지 않는 위험 (KBS) - C-3PO (앤서니 대니얼스)
  - 스타워즈 에피소드 2: 클론의 습격 (KBS) - C-3PO (앤서니 대니얼스)
  - 스타워즈 에피소드 4: 새로운 희망 (KBS) - C-3PO (앤서니 대니얼스)
  - 스타 워즈 에피소드 5: 제국의 역습 (KBS) - C-3PO (앤서니 대니얼스)
  - 스타 워즈 에피소드 6: 제다이의 귀환 (KBS) - C-3PO (앤서니 대니얼스)
- 스파이 게임 (KBS) - 찰스 하커(스티븐 딜런)
- 스핏파이어 그릴 (KBS) - 네움 고더드 (윌 패튼)
- 써로게이트 (KBS) - 라이어널 캔터 박사(제임스 크롬웰)
- 신비한 동물사전 - 애버네시(케빈 거스리)
- 신비한 동물들과 그린델왈드의 범죄 - 애버네시(케빈 거스리)
- 아이언 맨2 (KBS) - 로드 (돈 치들)
- 알츠하이머 케이스 (KBS) - 프레디 (베르너 드 스메트)
- 애니멀 (KBS)
- 야마카시 (KBS) - 로케트 (길랑 응구바-보예크) / 오시니(파스칼 라이거)
  - 야마카시 2 (KBS) - 야카이(갈레인 엔구바보엑) / 윌리엄스의 할아버지(파이분 아난수완)
- 어글리 멜라니 (KBS) - 죄없는 드록바 (토마스 엔지졸)
- 언브레이커블 (KBS) - 오랜지 색의 청소부(챈스 켈리) / 트럭 운전 기사(요세 로드리게스) / 포터 사촌 / TV 방송 뉴스 해설
- 업 클로즈 앤 퍼스널 (KBS) - 존 메리노 (제임스 레브혼)
- 에스토마고 (KBS) - 말라깽이
- 에어 포스 원 (SBS)
- 엽문 (KBS) - 리소 (임가동)
- 오션스 일레븐 (KBS) - 배셔 (돈 치들) / 러스티의 친구(셰인 웨스트)
- 오 O (SBS) - 휴고 (조쉬 하트넷)
- 우주 전쟁 (SBS) - 경찰(대니 호치) / 방송 차량 운전자(존 에딘스)
- 워터 보이즈 (KBS) - 사토 (타마키 히로시)
- 웨이 백 (KBS) - 조란(드라고슈 부쿠르)
- 윌리엄과 케이트의 러브스토리 (KBS) - 데릭 (리처드 레이드) 役
- 이너프 (KBS)
- 적인걸 : 측천무후의 비밀 (KBS) - 배동래 (덩차오)
- 정무문 (KBS) - 호은 (위평오) / 무술 수련생(금산) / 일본 영사관(금군)
- 제이슨X (SBS) - 슈나론 (척 캠벨)
- 제17 포로수용소 (KBS) - 해리 (하비 렘백)
- 조조: 황제의 반란 (KBS) - 후한 헌제(소유붕)
- 좋은걸 어떡해 (KBS)
- 쥬라기 공원 2 (KBS) - 인젠사 경호원(크리스토퍼 카소) / 헬기조종사
- 진용 (SBS)
- 착신아리 파이널 (KBS) - 학생(유타 무라카미)
- 처키의 신부 (KBS)
- 천방지축 (KBS)
- 캐리비안의 해적2 (KBS) - 벨라미 선장의 부하(맥스 바커) / 잭의 부하(샌 쉘라) / 낚시꾼(로비 지)
  - 캐리비안의 해적 3 (KBS) - 티그(키스 리차드)
- 커럽터 (SBS)
- 케이브 (SBS) - 타일러 (에디 시브리언)
- 키스 더 걸 (SBS)
- 트레이닝 데이 (SBS) - 마크(제이미 고메즈) / 흑인(클레 샤히드 슬로안)
- 트리플 엑스 (KBS) - 쉐이버스 요원(마이클 루프) / 젠더의 친구(토니 호크)
- 패딩턴 (KBS) - 몽고메리 클라이드 (팀 도니)
- 패딩턴 2 - 피닉스(휴 그랜트)
- 퍼펙트 스톰 (KBS) - 셜리 (윌리암 피츠너)
- 허트 로커 (KBS) - 찰리(샘 스프루엘)
- 헐리우드 엔딩 (KBS) - 토니 (마크 웨버)
- 호랑이와 눈 (KBS) - 의사(앤드레아 렌지)
- 홍번구 (KBS)

### 한국 영화
- 품행제로 - 성우 (목소리 더빙으로 출연)
- 반창꼬 - 창호
- 죽이고 싶은 남자 - 개그 PD (배우로 출연)
- 포화 속으로 - 학도병, 군인, 북한군인
- 오피스 - 지하철 안내방송
- 열정같은소리하고있네 - 방송
- 계춘할망 - 조건남
- 가려진 시간 - 시사 진행자
- 남한산성 - 관량사
- 킹메이커 - 윤 비서 (목포 방언 지도, 단역)
- 히든 페이스 - 배관공

### 한국 드라마
- 킹덤 2 (2020년,Netflix)
- 트레이서 (2022년,MBC, WAVVE) - 안성식 역
- 스물다섯 스물하나 (2022년,tvN) - 서영성 역(특별출연)
- 장미맨션 (2022년, 티빙)
- 이브 (2022년, tvN)
- 이로운 사기 (2023년, tvN) - 메신저 역
- 기적의 형제 (2023년, JTBC) - 최종남 역

### 게임
- 진 삼국무쌍 2 맹장전 - 방통
- 사이퍼즈 - 복수의 히카르도 바레타

### 다큐
- 2009.10.10 KBS 해외걸작선 - 노인 근로자의 미래
- 2012.04.12 KBS2 세상의 모든 다큐 - 가상재난 시나리오 도쿄대지진
- 2017.12.07 JTBC 이규연의 스포트라이트 - 철거왕 의혹 추적! 불도저 제국과 외골수 수사관

### 라디오 드라마

#### KBS
소설극장 (KBS 3라디오)
- 2010.12.06 ~ 2011.01.01 김중혁 <악기들의 도서관>  - 낭독

라디오 극장 (KBS 한민족 방송)
- 2006.11.01 ~ 2006.11.30 정재민 <농땡이 사법 연수생의 짜장면 비비는 법> - 세민 役
- 2017.01.01 ~ 2017.01.31 손선영 <이웃집 두 남자가 수상하다> - 김한규 役
- 2017.08.01 ~ 2017.08.31 심재천 <나의 토익 만점 수기> - '나' 役
- 2017.12.28 ~ 2017.12.31 스페셜 <마녀 식당 만점 수기> - 심재천 役
- 2018.02.01 ~ 2018.02.28 최지운 <시간을 마시는 카페> - 강태호 役
- 2018.04.01 ~ 정이안 <스프린터 언더월드> 해설 役

라디오 독서실 (KBS 2라디오)
- 2000.01.23 송은상 <환지통> - 남자 役
- 2000.01.30 황광수 <폭염> - 담당형사 役
- 2000.03.12 정규웅 <글동네에서 생긴 일> - 학생2, 검사 役
- 2000.04.30 김연수 <스무살>
- 2000.05.07 정호승 <연인> - 젊은 화가 役
- 2000.05.21 조창인 <가시고기>
- 2000.05.28 배수아 <징계위원회> - 학석 役
- 2000.06.25 김원일 <미망> - 할아버지 役
- 2000.07.30 엄창섭 <황금색 발톱> - 의사 役
- 2000.08.13 송우혜 <흰 개가 짖을 때> - 장부장 役
- 2000.08.27 조앤 롤링 <해리 포터와 마법사의 돌>
- 2000.10.08 이지형 <망하거나 죽지 않고 살 수 있겠니>
- 2000.10.22 문순태 <느티나무 아래서>
- 2000.11.05 김종광 <경찰서여 안녕>
- 2000.11.12 김다은 <위험한 상상>
- 2000.12.03 최일남 <아주 느린 시간>
- 2001.01.14 노재희 <그날, 저녁, 그는 어디로 갔을까>
- 2001.02.18 이병천 <검은 달 흰 구름> (해설자)
- 2001.04.29 이승우 <사람들은 자기 집에 무엇이 있는지도 모른다>
- 2001.05.20 윤대녕 <흑백 텔레비전 꺼짐>
- 2001.06.03 오성찬 <세한도>
- 2001.06.24 정채봉 <스무살 어머니>, <그대 뒷모습> - 아버지 役
- 2001.07.08 한창훈 <세상의 끝으로 간 사람>
- 2001.07.15 공지영 <우리는 어디로 와서 어디로 가는가>
- 2001.07.22 성석제 <쾌활 냇가의 명랑한 곗날>
- 2001.09.30 이채형 <먼산 속에서> - 남자2 役
- 2001.10.14 V. S. 네이폴 <무리를 떠나 나 하나로>
- 2001.10.21 김영하 <크리스마스 캐롤> - 형사1 役
- 2001.11.04 김 훈 <칼의 노래>
- 2001.12.23 이문구 <장이리 개암나무> - 사내1 役
- 2002.02.10 조정래 <한강> - 서동철 役
- 2002.07.14 윤후명 <나비의 전설> - 안내원 役
- 2004.02.29 곽재구 <낙타 풀의 사랑> - 시인 役
- 2004.11.07 윤정환 <짬뽕> - 신작로 役
- 2005.01.30 김수정 <청혼하려다, 죽음을 강요당한 사내> - 남자1 役
- 2006.01.15 김인숙 <그여자의 자서전> - 오빠 役
- 2007.02.25 김한길 <임대 아파트> - 윤정호 役
- 2007.03.18 이우천 <수녀와 경호원> - 정감독 役
- 2007.09.09 장경섭 <종이비행기> - 재성 役
- 2007.11.04 백가흠 <조대리의 트렁크> - 영수 役
- 2008.05.25 박태원 <소설가 구보씨의 1일> - 기자 役
- 2008.12.07 이윤설 <팔도모창 가수왕> -  해설
- 2010.12.19 이근삼 <국물 있사옵니다> - 김상범 役
- 2012.04.29 은희경 <빈 처> -  나 / 해설 役
- 2012.11.25 김종은 <버틸 수 있겠어>  - 나 / 해설 役

라디오 문학관 (KBS 한민족 방송)
- 2015.01.11 이은선 <살사댄서의 냉풍욕> - 지루박 役
- 2017.02.26 조현주 <오늘만 같지 않기를> - 노운수 役
- 2017.11.12 조미녀 <파파라치 가족> - 성수 役

KBS 무대 (KBS 한민족 방송)
- 1999.11.28 노래에 살고 사랑에 살고 - 남자F 役
- 2000.01.16 새들은 뒤를 돌아보지 않는다 - 남자 役
- 2000.01.23 그애가 돌아왔을 때 - 남학생1 役
- 2000.02.13 제 3초소의 전설 - 사병1 役
- 2000.03.12 피자 그리고 블루마운틴
- 2000.04.09 마음의 끈
- 2000.04.23 원 스트라이크 원볼 - 아나운서 役
- 2000.06.04 세븐티, 세븐틴
- 2000.06.18 그 애 이름은 나영이
- 2000.07.16 죽고 싶은 남자, 살고 싶은 여자
- 2000.08.27 오계장을 위한 건배
- 2000.09.17 한 여름밤의 꿈 - 남자1 役
- 2000.10.01 우리가 헤어질 때
- 2000.10.08 사과나무에 부는 바람
- 2000.10.29 왕따를 위한 동화
- 2000.11.12 아내에게 무슨 일이 생겼을까
- 2000.11.26 머피의 법칙
- 2000.12.03 해바라기가 보이는 창가에서
- 2000.12.24 눈 내리는 밤
- 2001.02.04 아빠랑 사우나에 가다
- 2001.02.25 나도 그녀를 보았다
- 2001.03.25 봄, 산수유 꽃이 지듯
- 2001.04.29 도시 속을 걷는 낙타
- 2001.05.06 늦은 귀가
- 2001.05.20 홍서
- 2001.06.03 울음소리
- 2001.06.10 새터장날 - 배근 役
- 2001.06.24 그 여름의 그림자
- 2001.08.12 전포선생을 찾아서 - 면장 役
- 2001.08.26 낮에 나온 반달
- 2001.09.02 그 여자의 성
- 2001.09.23 아름다운 사랑 슬픈 이별
- 2001.09.30 어른들만 듣는 동화
- 2001.10.21 낮은 음자리 - 변호사 役
- 2001.11.11 어느 자서전 대필작가의 귀향 - 성만 役
- 2001.11.18 그 여자에게 생긴 일 - 부장검사 役
- 2001.12.02 지상에 없는 여자 - 구청회 부 役
- 2001.12.09 포구엔 그리움이 있다
- 2002.01.13 아직은 돌아가야 할 곳 - 주인 役
- 2002.01.20 강의 저쪽 - 아버지 役
- 2002.02.10 임오생(壬午生) 두 김씨 - 임생 부 役
- 2002.06.02 누가 할단새를 보았는가 - 남편 役
- 2002.06.09 어느 날 만남이 있었기에 - 경찰 役
- 2002.07.07 당신이 내가 될 때 - 친구2 役
- 2002.07.28 딩고와 잠비 - 판사 役
- 2002.08.25 오이를 볶는 저녁식사 - 김부장 役
- 2002.10.06 한심한 청춘 - 방노인 役
- 2002.10.13 동틀 무렵 - 파출소장 役
- 2002.10.27 천생연분 - 기영 役
- 2003.01.26 공공의 적 - 허대리 役
- 2003.04.13 버스를 타면 사랑이 보일까 - 평수 役
- 2003.05.25 그 여자는 키가 작다 - 정희 남편 役
- 2004.06.20 지독한 사랑 - 한재수 役
- 2005.04.24 기쁜 우리 젊은 날 - 진철, 고등학생 役
- 2005.05.21 당신 없는 하루 - 철민 役
- 2005.12.03 배냇 저고리 - 팔봉 役
- 2007.01.13 배꽃, 피다 - 정현우 役
- 2007.07.21 내가 만난 4차원 동물 - 청년 役
- 2007.08.25 지리산에서 만나다 - 민혁 役
- 2007.11.17 사랑이 사랑에게 말을 걸다 - 강태구 役
- 2008.08.30 인연 (종두의 이복동생 役
- 2009.06.13 방심사(放心寺)로 가는 길 - 박씨 役
- 2009.09.26 김부식의 낮잠 - 이용준 役
- 2009.10.17 일몽 주막 - 이양판 役
- 2009.12.05 맏이 - 현태 役
- 2010.06.05 도둑 갈매기 - 정달수 役
- 2011.07.23 영희야 놀자 - 철수 役
- 2011.12.10 '이별'해 드립니다 - 광수 役
- 2012.04.14 일편단심 로맨스 - 나허풍 役
- 2012.06.23 머나먼 나의 집 - 신달수 役
- 2012.08.18 달빛 0번지 - 준이 役
- 2013.01.26 꽃이 되어 봄이 오게 하리 - 션 役
- 2014.09.06 마흔 살의 커밍아웃 - 경호 役
- 2015.10.17 맞아야 사는 남자, 때려야 사는 남자 - 최홍만 役
- 2017.05.13 달려라, 아빠! - 영민 役
- 2017.06.24 홍귀 이야기 -  태사 役
- 2017.12.02 홍귀 이야기 두번째 -  태사 役
- 2018.01.06 기부천사 박두성 - 박일우 役

판타지 특급 (KBS 2라디오)
- 2001.04.09 ~ 2001.06.30 <드래곤 라자> - 아버지, 아프나이델, 아무르타트 役

교통 캠페인 드라마 <노란 안전선 위의 행복> (KBS)
- 1999.09.19 총알을 탄 사나이
- 1999.11.28 안개 속, 그 위험한 질주
- 1999.12.26 이제 내게 남은 것들
- 2000.01.30 삼거리에서 갈라진 청춘 - 정상현 役
- 2000.02.27 봄 꽃 위에 몰아친 눈보라
- 2000.03.26 가슴에 묻은 천사
- 2000.07.30 이제 아무것도 두렵지 않다
- 2000.09.24 정지선 위에서 무너진 행복
- 2000.11.26 저 좀 도와주세요
- 2001.07.29 고속도로에서 깨진 독도사랑의 꿈
- 2001.10.28 마을버스에 끼인 안개꽃
- 2001.11.25 어머니 당신의 거친 손을 사랑했습니다
- 2001.12.23 돌아갈 수 없는 산타

엄길청의 성공시대 (KBS 2라디오)
- 2005.12.05 ~ 2005.12.17 제56화 안전한 세상을 위한 특명, '김민규, 출동하라' - 김민규 役
- 2006.03.27 ~ 2006.04.08 제64화 임실치즈! 눈물을 발효시켜 희망을 만들다” - 심태근 役

특집기획 라디오 다큐멘터리, 라디오 드라마 (KBS)
- 2001.05.01~2001.05.02 KBS 부처님 오신 날 특집 2부작 다큐멘터리 - <미륵사지(彌勒寺址)> - 무왕 (서동) 役
- 2001.11.11 KBS 특집 기획 다큐멘터리 <2001년 가을, 그 풍년 농사의 빛과 그림자>
- 2002.02.21 KBS 설날특집드라마 - 임오미란 ： 쌀의 귀향
- 2009.08.15 8.15 특집 다큐멘터리 <한국, 한국인 일본의 영웅이 되다> - 손정의 役
- KBS 라디오시트콤 <우리집 식구는 아무도 못말려> - 강대풍 役

다큐멘터리 인물과 사건 (KBS)
- 2004.06.06 80년대, 을지로 인쇄골목의 전사들 - 윤여연 役
- 2004.08.08 친일가요, 그 잃어버린 시대의 유행가 - 백년설 役
- 2004.10.31 부안․위도 16개월의 손익계산서 - 서주원 役
- 2005.09.25 “화교들의 경제올림픽 '세계화상대회' 그리고 원국동"
- 2005.10.02 시골목사 임락경의 세월 따라 노래따라
- 2006.01.15 2006년 1월, 희망촌 사람들...
- 2007.10.21 재외 동포의 생일 잔치, 제 1회 세계 한인의 날!

#### EBS
EBS 라디오 문학관 (EBS)
- 2003.06.02~2003.06.14 유현종 作 들불 - 김부자 役

EBS 고전극장 (EBS)
- 2008.03.10~2008.03.15 허생전 - 날치 役
- 2008.06.09~2008.06.14 임경업전 - 간신 役
- 2008.06.23~2008.06.28 임진록 - 신할, 명장수, 군졸 役

EBS 라디오 삼국지 (EBS)
- 2004.04.13~2004.04.21 여포의 최후 - 위속, 조안민, 병사 役
- 2004.04.22~2004.04.24 조조와 유비 - 내시 役
- 2004.04.29~2004.05.04 관우 오관 돌파 - 위속, 부하, 한복 役
- 2004.05.05~2004.05.07 손책의 죽음 - 밀사, 전풍 役
- 2004.05.08~2004.05.12 관도대전 - 부하, 병사 役
- 2004.05.13~2004.05.19 제갈공명 - 이적 役

#### TBS
라디오 문학관 (TBS)
- 2008.09.22~2008.09.26 양귀자 作 원미동 사람들
- 2009.02.09~2009.02.13 권지예 作 행복한 재앙
- 2009.04.06~2009.04.10 김인숙 作 샘
- 2009.10.12~2009.10.16 공선옥 作 보리밭에 부는 바람

TBS 창립 20주년 특별기획 다큐 드라마 '서울 600년을 걷다' (TBS)
- 2010.06.28~2010.07.30 한명회 편 - 권완, 이부사, 내관 役
- 2010.08.30~2010.10.01 유성룡 편 - 하원군, 스님, 가토 기요마사 役

### 오디오 드라마
- 강감찬 (Audien)
- 궁예 (Audien)
- 근초고왕 (Audien)
- 나는 정말 너를 사랑하는 걸까? (Audien)
- 뒤바뀐 신부 (Audien) - 나진명 役
- 마케팅 카사노바 (Audien)
- 무아 (Audien) - 강온 役
- 볼테르의 시계 (Audien) - 볼테르 役
- 아부지, 저희 집으로 가입시더 (Audien)
- 열혈 남편, 독한 아내, 섹시 청년 (Audien) - 유성준 役
- 온조왕 (Audien)
- 의상대사 (Audien)
- 조광조 (Audien)
- 푸른 장미 (Audien) - 서진우
- 햄릿 (Audien) - 햄릿 役

### 광고
- 이케아 – 소프트토이 ‘마법의 펜’ 편

### 나레이션
- 생로병사의 비밀(KBS1) - 2003년 1월 21일 ~ 2003년 5월 20일 방영분

## 수상 경력
- 2008년 KBS 성우 연기 대상 (외화 부분 - 신인 남자 연기상)
- 2021년 KBS 성우 연기대상 (최우수 남자연기상)